# 叛逆 (1973年电影)
《叛逆》（英語：Generation Gap）是1973年張徹执导的香港電影，由姜大卫、狄龙等領銜主演。该片主要讲述一对恋人因为受不到家人的理解，结果被黑帮利用的故事。

## 劇情簡介
富家子凌希并不愿意继承父亲的产业，他认为人生应该充满享受，不应该遵从别人指给自己的道路，并且其父亲得知这些后，自然是没有对其的想法做出反对，而是告诉他不要后悔。
随后，凌希與少女辛蒂相戀，但是由于他的生活方式很难受到长辈的认同，所以他与辛蒂的恋爱自然是受到了众人的反对，并且凌希的哥哥也曾劝过他，可是他却认为大家都不理解自己，人应该有自己的活法，所以这两个人自然是决裂了。
而后，一个黑帮看上了他，于是便决定拉拢他。
虽说最初他对此觉得还是比较轻松的，但是当他和这些黑帮的相处后，他忽然意识到了这些黑帮似乎是在利用自己去做着很多违法的事情后，于是他便决定去阻止，并打算事情都结束后去自首。
而他的这个行为自然是遭到了黑帮的反对，在最后，虽说他将黑帮的人全部击倒，但是他也因为重伤不治而死……
他的这个行为自然是让看到这些的警察都为之叹息。

## 演员
- 姜大衞 飾 凌希
- 陳美齡 飾 辛蒂
- 狄龍 飾 凌昭
- 楊志卿 飾 辛父
- 林靜 飾 辛母
- 江玲 飾 雲玲
- 葛荻華 飾 脱衣女
- 江島 飾 周大哥
- 沈勞 飾 車行老闆
- 李壽祺 飾 警長
- 李鵬飛 飾 酒店老闆
- 石天 飾 酒店職員
- 許冠英 飾 凌希同學
- 傅聲 飾 辛蒂表哥

## 備註
1. ↑  .   [2021-11-21]. （原始内容存档于2021-11-21）.

## 相關連結
- 豆瓣链接 （页面存档备份，存于）
- 互联网电影数据库（IMDb）上《叛逆》的资料（英文）
- 香港影庫上《叛逆》的資料（繁體中文）